# Møgeltønder

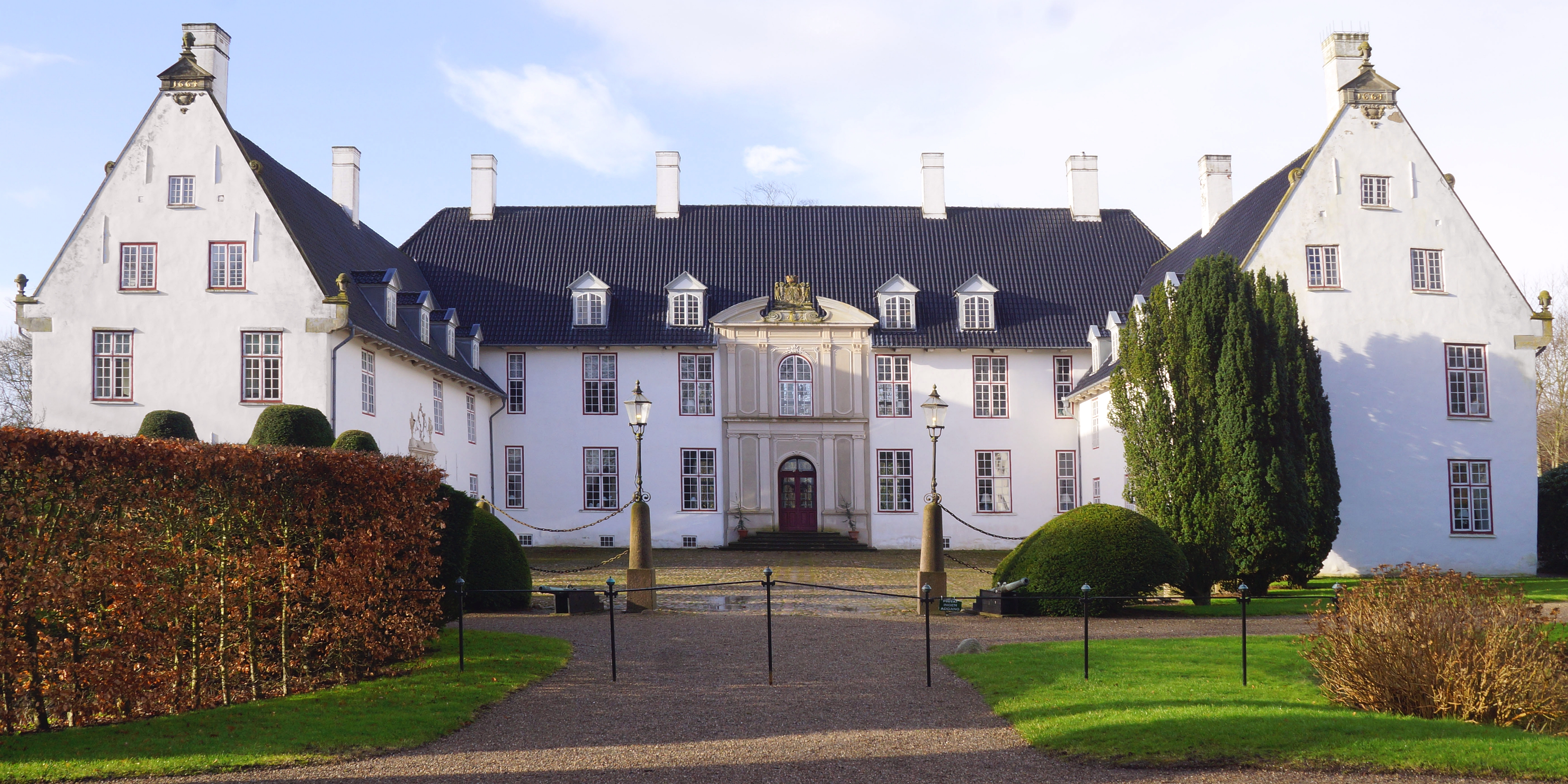
Schloss Schackenborg (2023)

Møgeltønder (deutsch: Mögeltondern) ist ein dänisches Dorf westlich von Tønder nahe der deutsch-dänischen Grenze. Es gehört zur Kommune Tønder in der Region Syddanmark und zum Kirchspiel Møgeltønder Sogn. Die 787 Einwohner (1. Januar 2023) heißen Mögeltonderaner (dän. møgeltøndringer).
Der Ort ist für Schloss Schackenborg bekannt, das von 1993 bis 2014 Prinz Joachim von Dänemark als Wohnsitz diente.

## Geschichte
Der Ort wird erstmals um 1150 als Tundira erwähnt, 1288 als Mykæltundær, von altdänisch mykil (groß) und tønder (womöglich Zunderschwamm). Der heute große Nachbar Tønder hieß um 1313 noch Lytlætunder, Klein-Tondern. 
Sein Heranwachsen verdankte der Ort dem Herrensitz, zunächst einer Burg der Rantzaus (Møgeltønderhus, erstmals 1233 erwähnt). Ursprünglich ein Lehen des Bischofs von Ribe, wurde Møgeltønderhus mit dem zugehörigen Gebiet 1536 im Zuge der Reformation – wie der gesamte weltliche Besitz der Kirche – von der Krone konfisziert. Der Bezirk wurde als Enklave ins Königreich inkorporiert, während das Umland weiter zum Herzogtum Schleswig gehörte. Ab 1661 befand sich das Gut im Besitz der Familie von Schack, nach denen es den Namen Schackenborg trägt. 1662 bis 1666 wurde das heutige Schloss errichtet und der Gutsbetrieb erneuert. 1680 ließ Otto Didrik Graf Schack die Schlossstraße anlegen und zog durch Steuerbefreiung Händler und Handwerker in den Ort.
Nach dem Deutsch-Dänischen Krieg gehörte das Dorf ab 1867 zu Preußen und ab 1871 zum Deutschen Reich. Bei der Volksabstimmung in Schleswig 1920 stimmten 712 Mögeltonderaner für Dänemark und 113 (13,7 Prozent) für Deutschland. Da es in der nördlichen Abstimmungszone I lag, fiel das Dorf gemäß Versailler Vertrag an Dänemark. 
Møgeltønder gehörte bis 1970 zur Harde Møgeltønder Herred in Tønder Amt und von 1970 bis 2007 zur  Kommune Tønder in Sønderjyllands Amt. Im Zuge der Kommunalreform zum 1. Januar 2007 wuchs die Kommune zur neuen Tønder Kommune an. 

## Verkehr
Der Ort liegt an der Sekundärroute 419 von Tondern zur Insel Röm.

## Wirtschaft
Der größte Arbeitgeber im Ort ist der Betonhersteller Borg Beton. Das alte Gasthaus beherbergt das Hotel und Restaurant Schackenborg Slotskro.

## Sehenswürdigkeiten
- Schlossstraße, kopfsteingepflasterte Hauptstraße mit vielen guterhaltenen Backsteinhäusern aus dem 18. und 19. Jahrhundert
- Park von Schloss Schackenborg
- Møgeltønder Kirke
- Gedenksteine am Fundort der Goldhörner von Gallehus

## Galerie

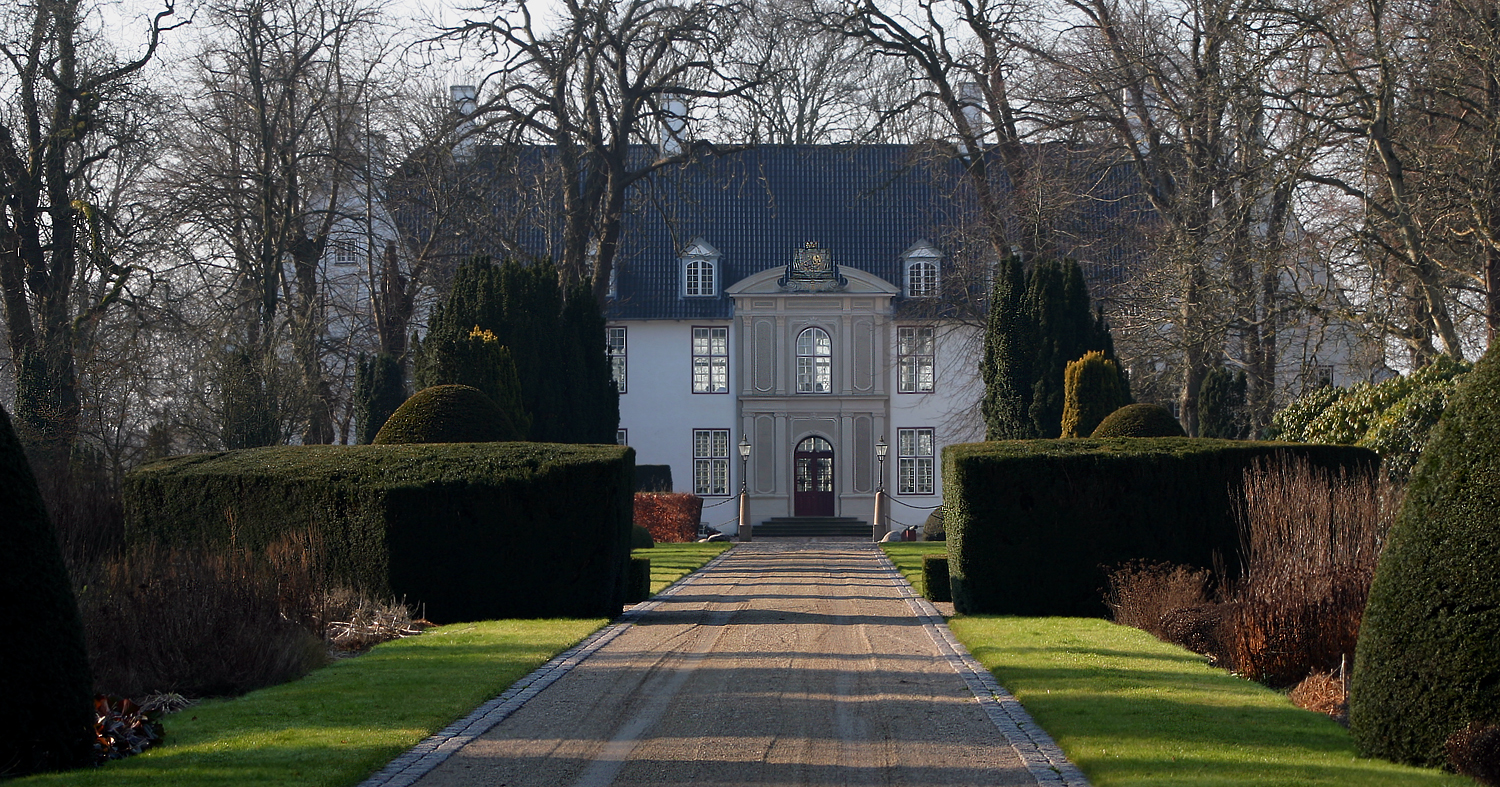
Schloss Schackenborg
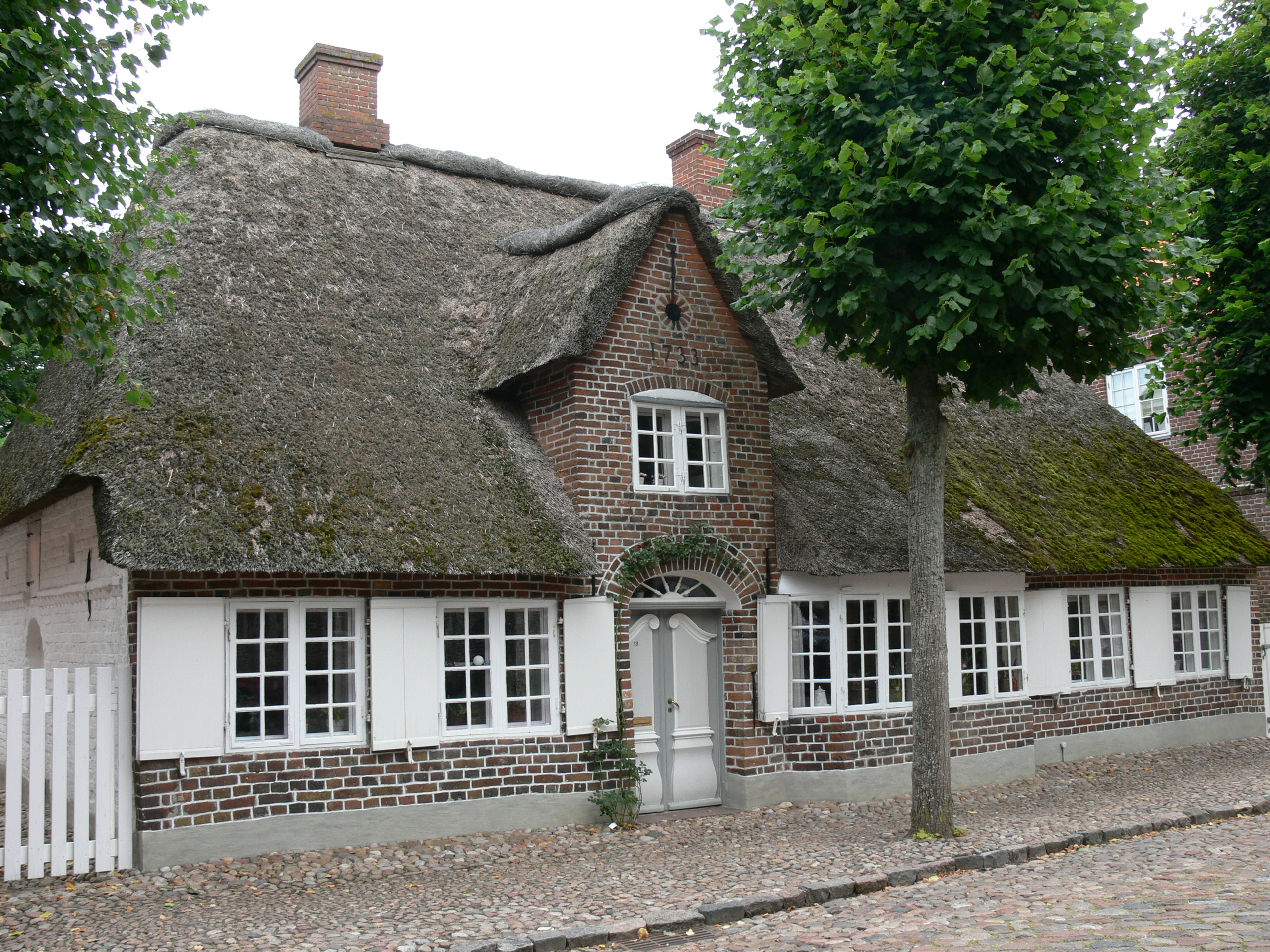
Haus in der Slotsgade
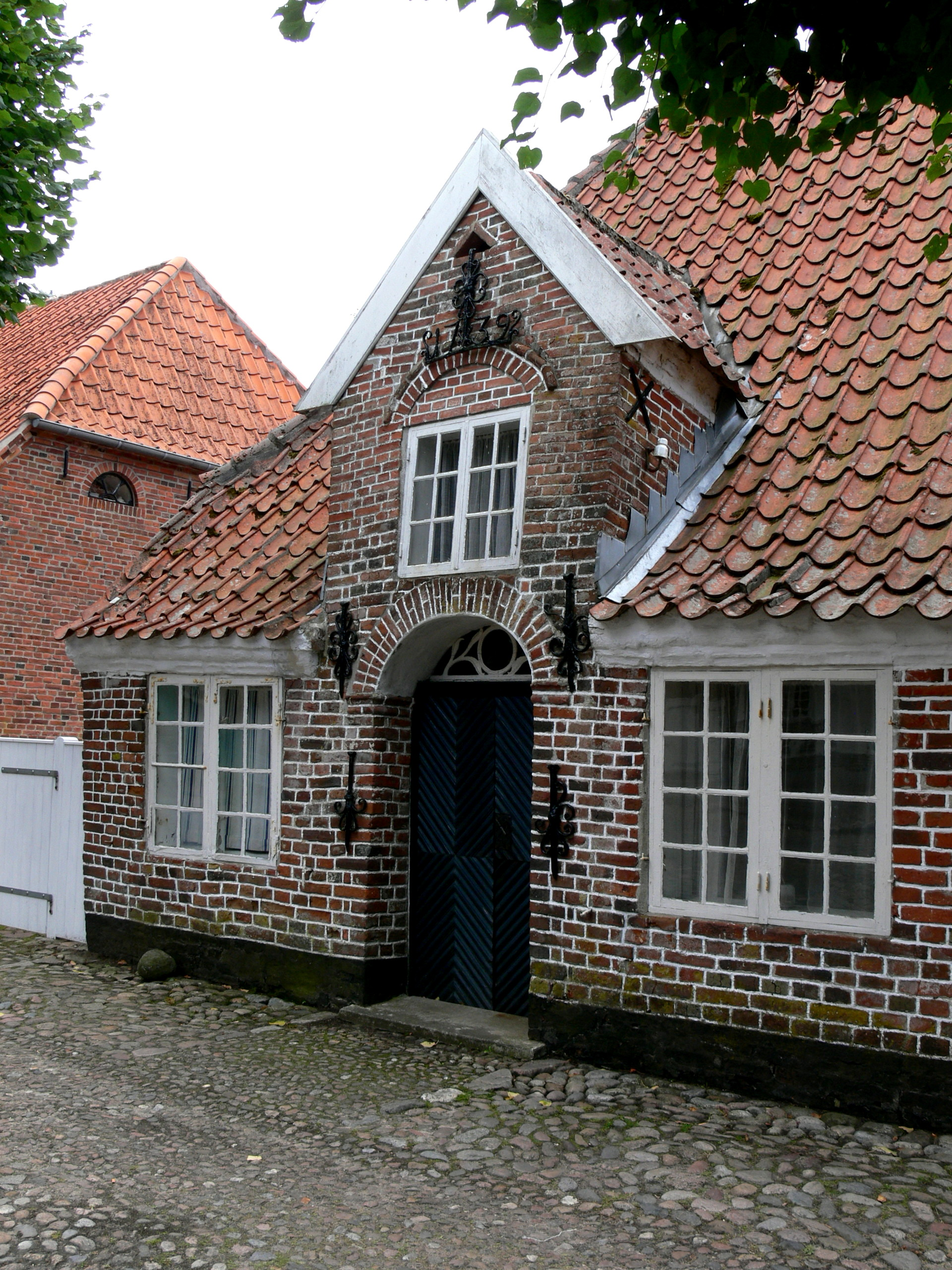
Slotsgade
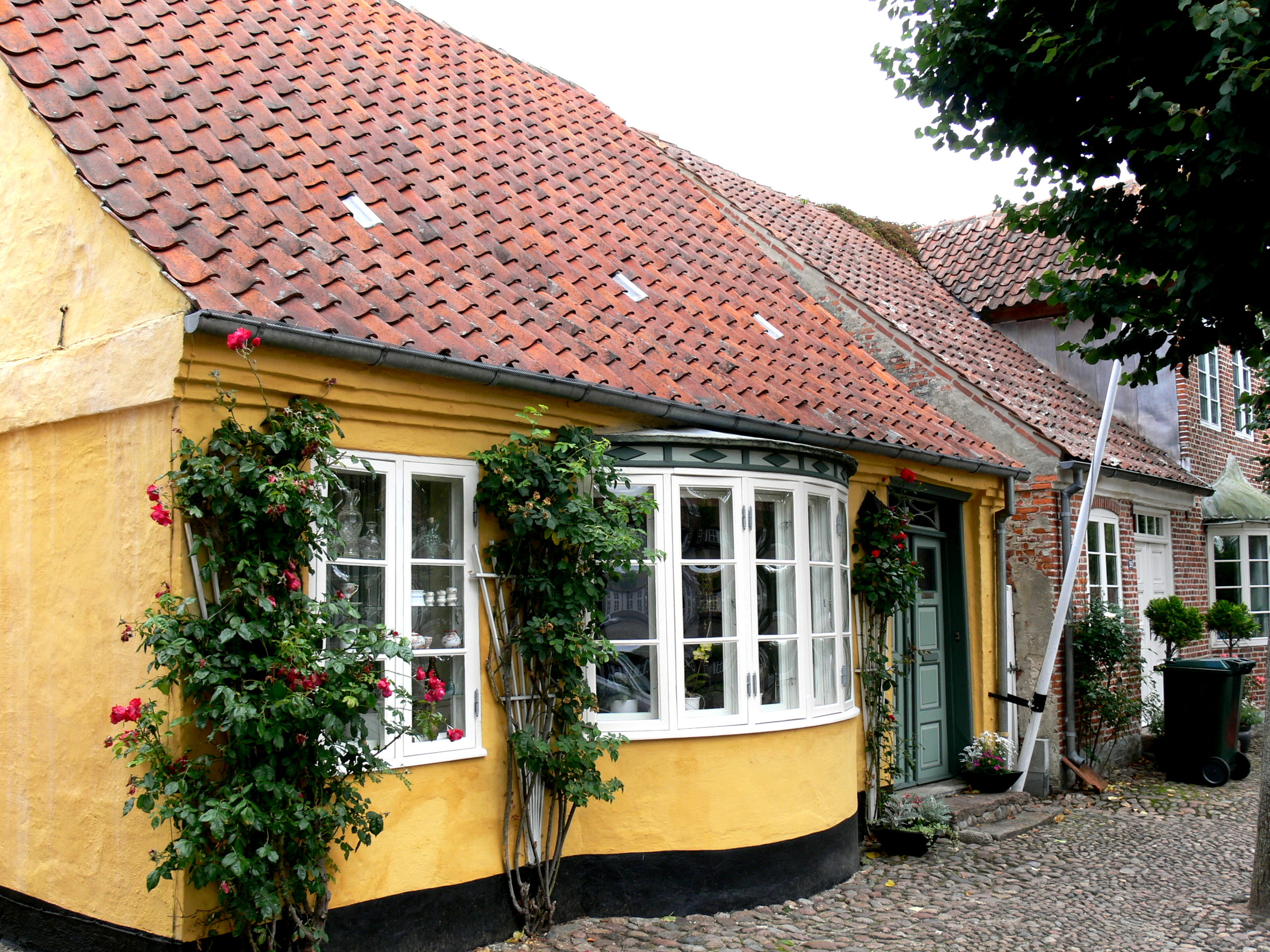
Slotsgade
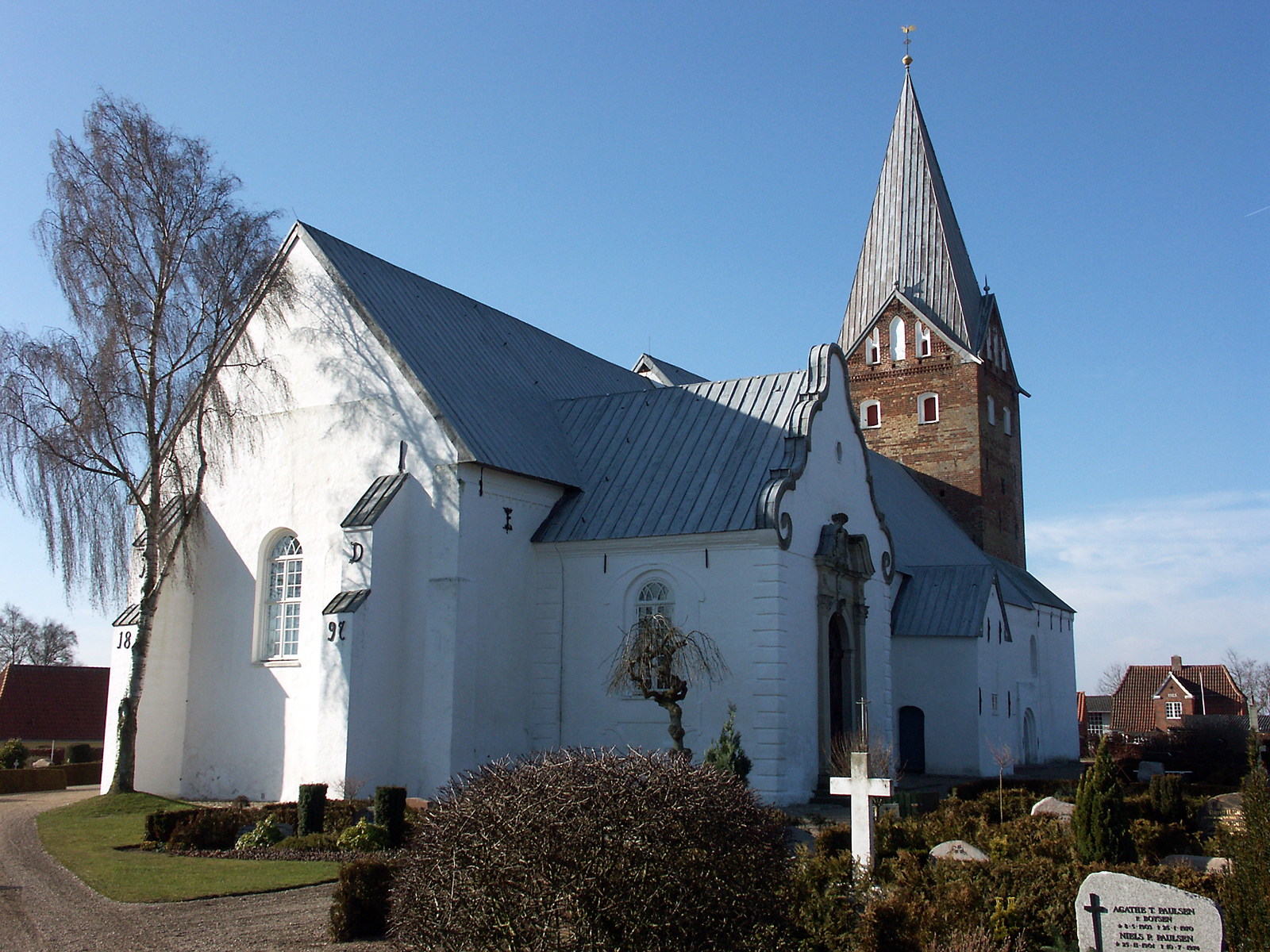
Møgeltønder Kirke
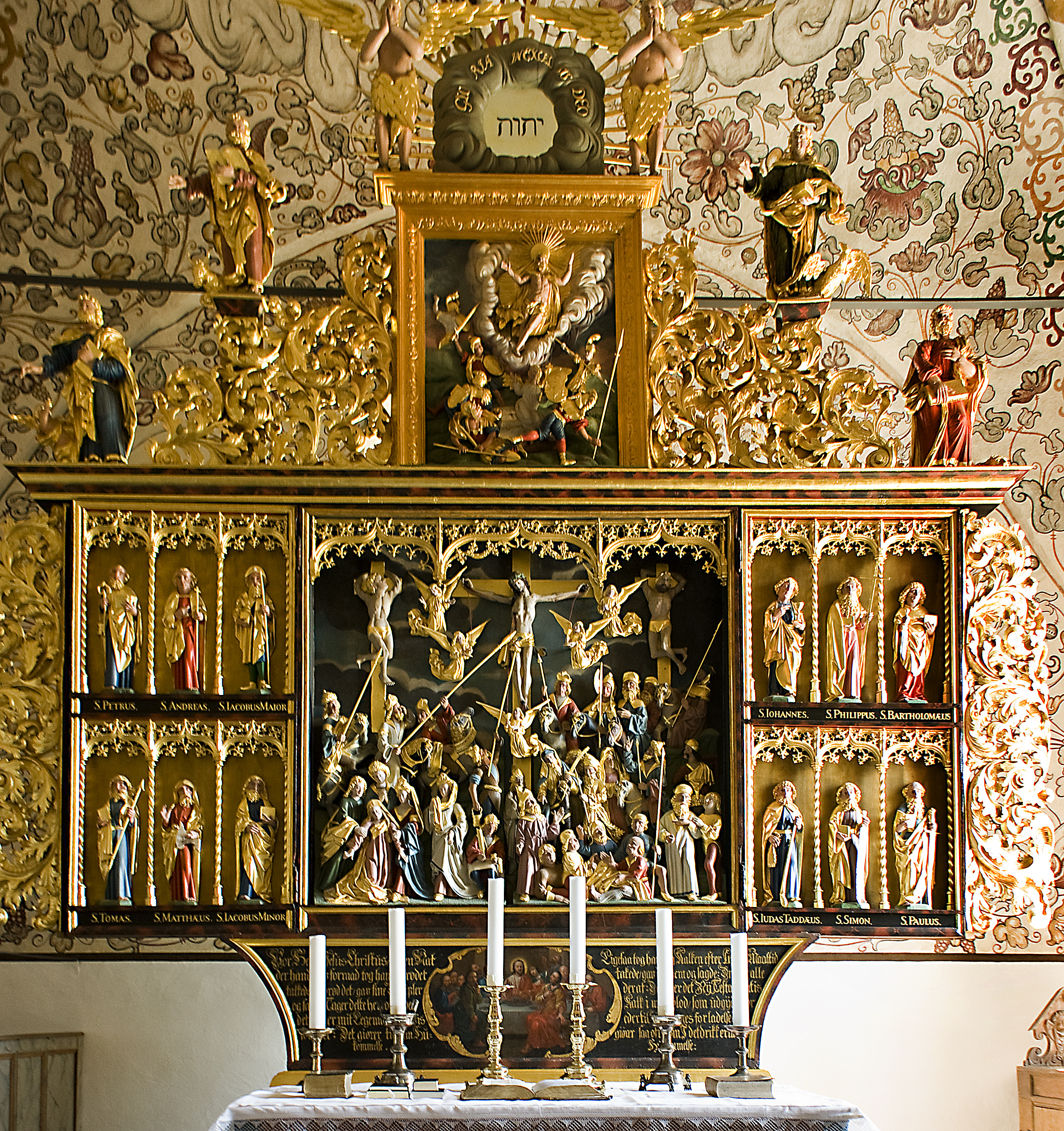
Altarretabel